# Station de télévision

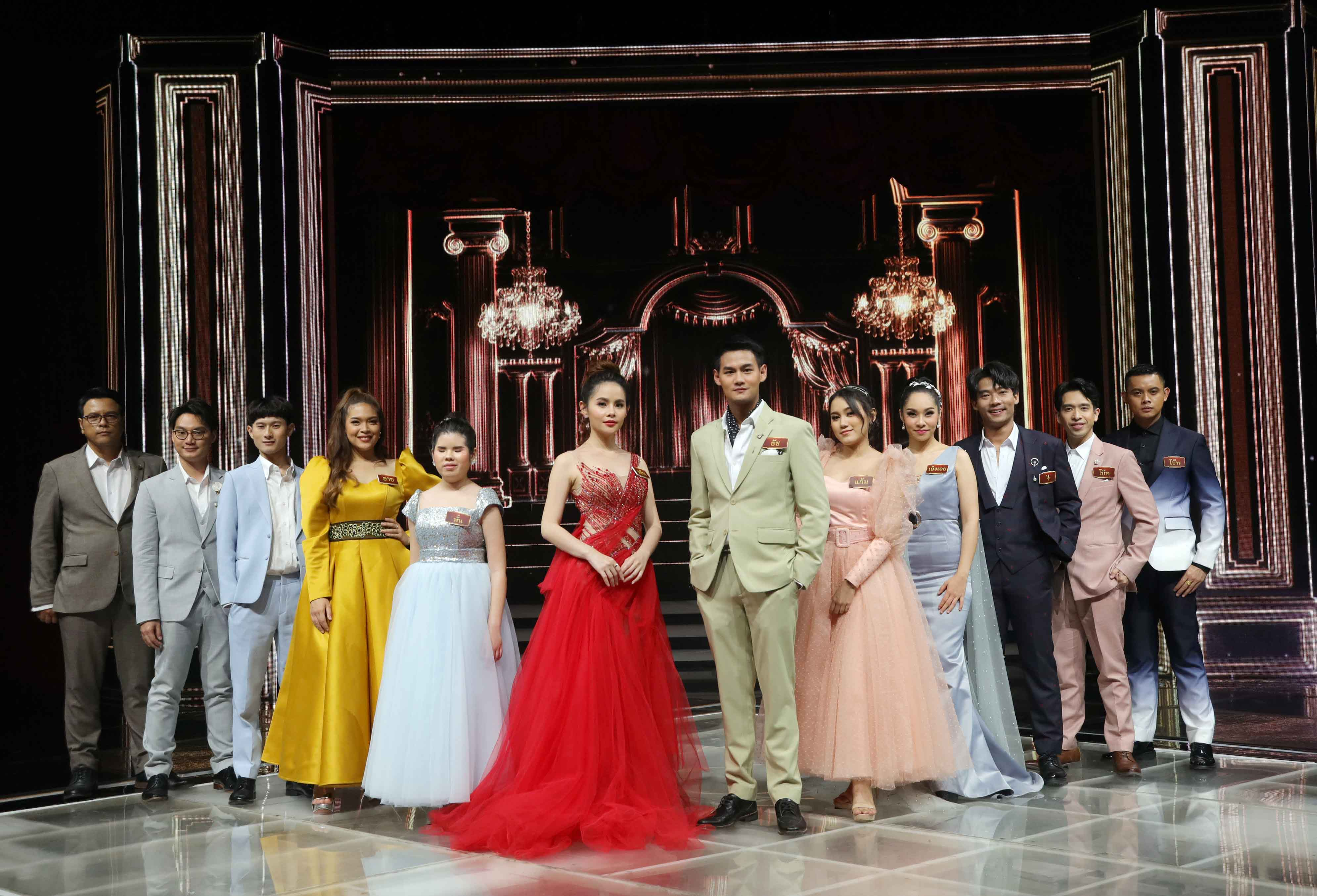
Illustration de station de télévision

Une station de télévision est un exploitant qui peut être une entreprise, une organisation ou même une télévision amateur (ATV) qui émet (radiodiffuse) du contenu sur la télévision terrestre. L'émission de la télévision peut se faire par des signaux analogiques ou, plus récemment, par la télévision numérique. Les normes et standards sont régulées par l'autorité gouvernementale du pays, et varient à travers le monde. Les stations de télévision diffusant par analogique étaient généralement limitées à une chaîne de télévision, mais la télévision numérique permet maintenant de diffuser des sous-chaînes. Le terme est normalement associé à la télévision Hertzienne terrestre, et non à la télévision par câble ou satellite.